# Cristóbal de Guzmán Cecetzin

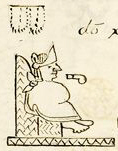
Cristóbal de Guzmán Cecetzin (zeitgenössisch)

Don Cristóbal de Guzmán Cecetzin († 1562) war Gouverneur und Tlatoani von Tenochtitlan.
Cecetzin auch Cecepaticatzin war als Sohn des Huanitzin ein Angehöriger der alten von Acamapichtli († 1391) begründeten Herrscherfamilie von Tenochtitlan. Er hatte später den Taufnamen Cristóbal de Guzmán erhalten. 
In den Jahren 1554 bis 1556 war das Amt des Tlatoani nicht besetzt, der Spanier Esteban de Guzmán regierte in dieser Zeit Tenochtitlan de jure. 1556 wurde Cecetzin zunächst Alcalde in Tenochtitlan, 1557 jedoch ebenda auch als Gouverneur und Tlatoani von den Spaniern eingesetzt. In seine Regierungszeit fielen umfangreiche Baumaßnahmen zum Hochwasserschutz, zu denen die indigenen Gemeinde zum Arbeitsdienst herangezogen wurde, was durch ihn zu organisieren war.
Sein Bruder Tezozómoc war als Verfasser der Crónica Mexicana und der Crónica Mexicayotl einer der bedeutendsten Chronisten Neuspaniens. Sein Schwager, Gatte seiner Schwester Chichimecacihuatl († 1565), wurde sein Nachfolger und letzter Tlatoani von Tenochtitlan.